# كونراد هانسن
كونراد هانسن (بالألمانية: Conrad Hansen)‏ (و. 1906 – 2002 م) هو عازف بيانو، ومعلم موسيقى، وأستاذ جامعي ألماني، ولد في ليبشتات، يستخدم آلات بيانو، توفي في هامبورغ، عن عمر يناهز 96 عاماً.